# Fertilizer Corporation of India Township
Fertilizer Corporation of India Township is een census town in het district Angul van de Indiase staat Odisha. 

## Demografie
Volgens de Indiase volkstelling van 2001 wonen er 7059 mensen in Fertilizer Corporation of India Township, waarvan 53% mannelijk en 47% vrouwelijk is. De plaats heeft een alfabetiseringsgraad van 91%. 